# Амурская улица (Москва)
Аму́рская у́лица — улица в Восточном административном округе города Москвы на территории района «Гольяново». Проходит параллельно Щёлковскому шоссе, к северу от него. Начинается от железнодорожной линии Малого кольца МЖД вблизи станции «Черкизово», заканчивается примыканием к Уральской улице.

## Происхождение названия
Названа 9 августа 1965 года по реке Амур в связи с расположением на востоке Москвы. Ранее Проектируемый проезд № 1873 (Куйбышевский район). Решение Мосгорисполкома от 9 августа 1965 г. № 32/24.

## Здания и сооружения
Застройка западной части Амурской улицы — промышленная зона. Здесь расположены склады, строительные и автотранспортные предприятия. К востоку от Иркутской улицы — частично жилая застройка 1960-х годов, частично типовые дома постройки 2010-х годов.
По нечётной стороне:
- № 25 — средняя школа 317

По чётной стороне:
- № 6 — средняя школа 319
- № 62а — Детская поликлиника № 29
- № 60 — средняя школа 428

## Транспорт
- По улице проходят автобусы 3, 171, 627к.
- Ближайшие станции метро —  Черкизовская,  Щёлковская.
- Платформа МЦК  Локомотив.
- Черкизово — железнодорожная станция Малого кольца Московской железной дороги.

В начале улицы находится переезд через железнодорожную ветку к заводу по адресу Амурская улица, д. 2.

## Культура
На Амурской улице находится школа № 317 в мультфильме «Проделкин в школе».